# Izumi Shigechiyo
Izumi Shigechiyo (泉 重千代 Tuyền Trọng Thiên Đại, mất ngày 21 tháng 2 năm 1986) là một người sống trăm tuổi Nhật Bản được mệnh danh là người sống lâu nhất sau cái chết của Kawamoto Niwa vào ngày 16 tháng 11 năm 1976, cũng từ Nhật Bản. Trường hợp của ông ban đầu được Sách Kỷ lục Guinness xác nhận gọi ông là người đàn ông lớn tuổi nhất từ trước đến nay, nhưng Guinness sau đó đã rút lại tuyên bố của họ; trong phiên bản 2012 Christian Mortensen được mệnh danh là "người đàn ông được xác minh già nhất từ trước đến nay" và Izumi không được nhắc đến.

## Tiểu sử
Shigechiyo là con trai duy nhất của Tameminamoto và Izumi Tsurukame. Cha mẹ ông qua đời khi ông mới được 6 tháng tuổi và được ông ngoại Izumi Katsuzumi nhận nuôi vào tháng 2 năm 1866. Sách Kỷ lục Guinness đã tìm thấy một tài liệu chứng thực rằng ông tròn 24 tuổi vào năm 1889 khi ông được miễn nghĩa vụ quân sự để trông nom cánh đồng mía của nhà mình.
Izumi uống đường nâu shōchū (một loại đồ uống có cồn của Nhật Bản thường được chưng cất từ lúa mạch hoặc gạo), và hút thuốc ở tuổi 70. Ông bỏ trồng mía về dưỡng già vào năm 1970.

## Cái chết và tuổi tác không chắc chắn
Sau một thời gian ngắn nằm viện, Izumi qua đời vì viêm phổi lúc 21 giờ 15 phút JST ngày 21 tháng 2 năm 1986. Ông là một trong hai người duy nhất (người còn lại là Jeanne Calment) được xác nhận đã sống qua lần sinh nhật thứ 120 của họ, mặc dù nghiên cứu sau đó đã đánh giá thấp tầm quan trọng của lời tuyên bố này. Vào tháng 4 năm 1987, 14 tháng sau cái chết của Izumi, Khoa Dịch tễ học tại Viện Lão khoa Thủ đô Tokyo đã báo cáo rằng nghiên cứu về hồ sơ đăng ký gia đình của Izumi cho thấy ông có thể đã 105 tuổi khi vừa qua đời. Sách Kỷ lục Guinness năm 2011 nói rằng giấy khai sinh được gửi làm bằng chứng có thể thực sự thuộc về anh trai ông, người đã mất hồi còn trẻ và gia đình có thể đã sử dụng lại "Shigechiyo" như một từ viết tắt chữ đầu.
Trường hợp lâu đời nhất không thể chối cãi về tuổi thọ của nam giới là Kimura Jiroemon, cũng đến từ Nhật Bản, đã qua đời ở tuổi 116 và 54 ngày.